# Đường chéo

Các đường chéo của một hình lập phương có cạnh bằng 1. AC' (xanh lá cây) là một đường chéo không gian với độ dài, còn AC (màu đỏ) là một đường chéo mặt với độ dài.

Trong hình học, một đường chéo là một đoạn thẳng nối hai đỉnh của một đa giác hoặc đa diện, khi những đỉnh này không nằm trên cùng một cạnh. Thông thường, bất kỳ đường không nằm ở mép nào cũng được gọi là đường chéo.  Từ tiếng Hy Lạp cổ đại διαγώνιος diagonios, "từ góc này đến góc kia" (từ  διά- dia-, "đến", "qua" và γωνία gonia, "góc",) đã được cả Strabo và Euclid dùng để nói đến đoạn thẳng nối hai đỉnh của một hình thoi hoặc hình hộp chữ nhật, và sau này được biến đổi thành chữ Latin diagonus.
Trong đại số ma trận, một đường chéo của một ma trận vuông là một tập hợp các giá trị kéo dài từ một góc sang góc xa đối xứng của ma trận..
Đường chéo còn có các ứng dụng khác trong thực tiễn.

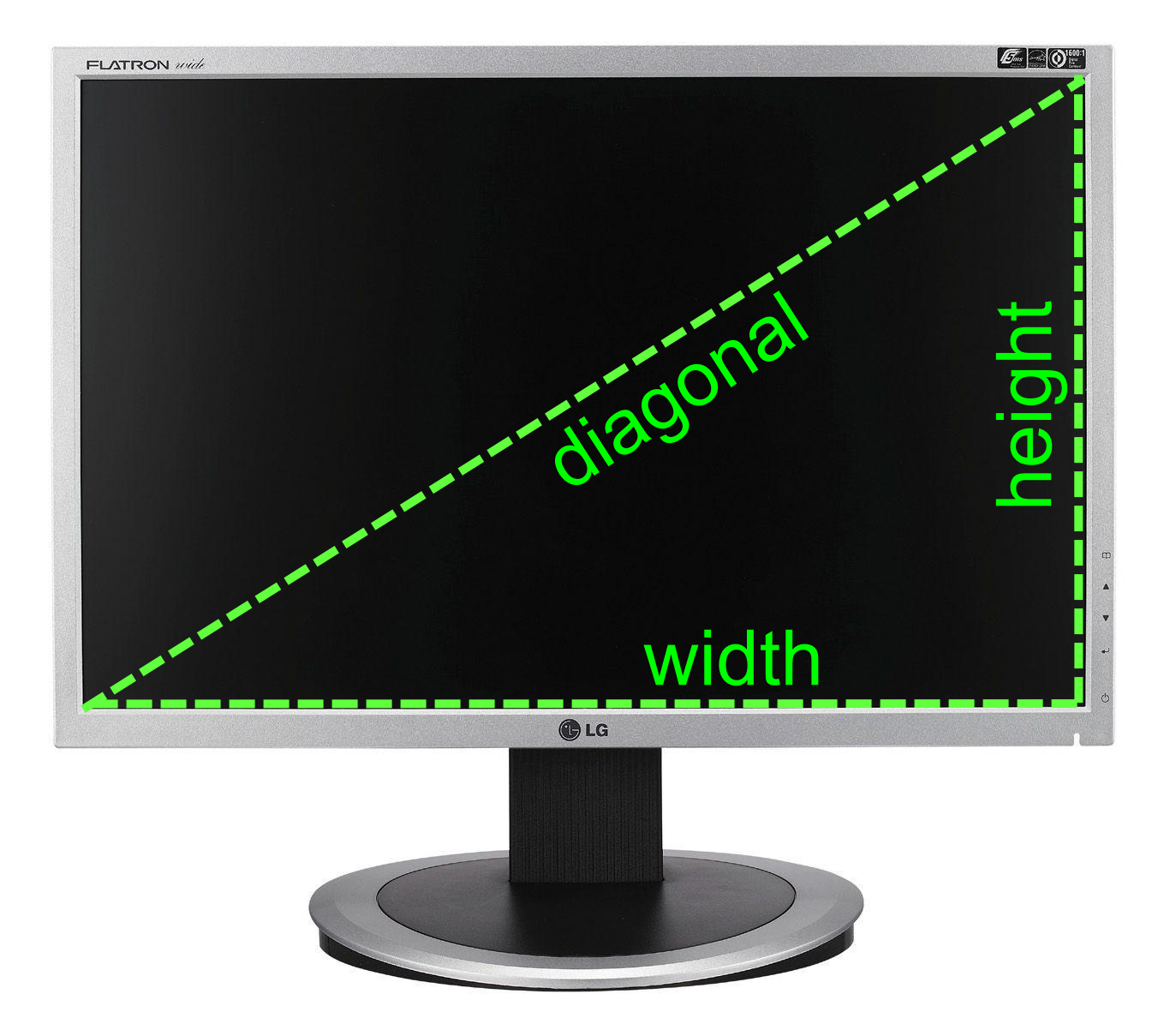
Đường chéo là đơn vị đo phổ biến của kích thước màn hình.

## Đa giác
Khi áp dụng vào đa giác, đường chéo là một đoạn thẳng nối hai đỉnh bất kỳ không liền kề. Do vậy, một tứ giác có hai đường chéo, nối hai cặp đỉnh đối diện nhau. Đối với bất kỳ đa giác lồi nào, tất cả các đường chéo đều nằm trong đa giác, nhưng đối với đa giác lõm, một số đường chéo nằm ngoài đa giác.
Bất kỳ đa giác nào với n-cạnh (n ≥ 3), lồi hoặc lõm, có {\displaystyle {\tfrac {n(n-3)}{2}}} đường chéo, vì mỗi đỉnh có đường chéo tới tất cả các đỉnh khác trừ bản thân nó và hai đỉnh liền kề, hoặc n − 3 đường chéo, và mỗi đường chéo được hai đỉnh chia sẻ.

### Số miền do đường chéo tạo ra
Trong một đa giác lồi, nếu không có ba đường chéo đồng quy nào, thì số vùng mà các đường chéo chia bên trong đa giác là{\displaystyle {\binom {n}{4}}+{\binom {n-1}{2}}={\frac {(n-1)(n-2)(n^{2}-3n+12)}{24}}.}
Với n=3. 4,... số vùng tạo ra là
1, 4, 11, 25, 50, 91, 154, 246...
Đây là chuỗi OEIS A006522.

## Sách tham khảo
- Bronson, Richard (1970), Matrix Methods:  An Introduction, New York: Academic Press, LCCN 70097490
- Cullen, Charles G. (1966), Matrices and Linear Transformations, Reading: Addison-Wesley, LCCN 66021267
- Herstein, I. N. (1964), Topics In Algebra, Waltham: Blaisdell Publishing Company, ISBN 978-1114541016
- Nering, Evar D. (1970), Linear Algebra and Matrix Theory (ấn bản thứ 2), New York: Wiley, LCCN 76091646